# Fabulous
Pistes de High School Musical 2
What Time Is It? Work This Out
Fabulous (Fabuleux en anglais) est une chanson issue du téléfilm High School Musical 2 et publiée le 24 septembre 2007 aux États-Unis. Il s'agit de la deuxième chanson du film, chantée par Sharpay Evans (Ashley Tisdale), son frère Ryan, et le chœur au bord de la piscine du club de lavaspring.

## Place dans le téléfilm
Une fois arrivée, dans le club de milliardaire de ses parents, dans une décapotable rose immatriculée fabulous, Sharpay exprime son désir que tout soit parfait, elle attend Troy qu'elle a secrètement fait engager par Mr Fulton, or à la fin de la chanson, celui-ci arrive, Sharpay est aux anges jusqu'à ce qu'elle se rende compte qu'il est venu avec les Wildcats et Gabriella, sa grande rivale, ce pourquoi, déstabilisée, elle tombe dans la piscine, et Gabriella va la repêcher. 